# Davide Vacca
Pour les articles homonymes, voir Vacca.
Davide Vacca (né en 1518 à Gênes et mort en 1607 dans la même ville) est le soixante-seizième doge de Gênes du 14 novembre 1587 au 14 novembre 1589.